# Sułtan Dawudow
Sułtan Inkamagomiedowicz Dawudow (ros. Султан Инкамагомедович Давудов; ur. 29 marca 1968) – radziecki i rosyjski zapaśnik walczący w stylu wolnym. Zajął jedenaste miejsce na mistrzostwach świata w 1994. Srebrny medalista mistrzostw Europy w 1993; piąty w 1992. Drugi w Pucharze Świata w 1992. Trzeci na ME młodzieży w 1988. Mistrz ZSRR w 1991. Mistrz Rosji w 1992; drugi w 1994 roku.